# 龙源街道
龙源街道是中华人民共和国河南省焦作市武陟县下辖的一个街道办事处。

## 行政区划
龙源街道下辖以下村级行政区划单位：
龙源村、孙庄村、西石寺村、万花村、西仲许村、东仲许村、常庄村、央庄村、后龙村、古徐店村、祝徐店村、阎徐店村、卢徐店村、梁徐店村、白徐店村、小徐岗村和任徐店村。